# Usnea strigosa
Usnea strigosa är en lavart som först beskrevs av Erik Acharius, och fick sitt nu gällande namn av Amos Eaton. Usnea strigosa ingår i släktet Usnea och familjen Parmeliaceae.   Inga underarter finns listade i Catalogue of Life.

## Källor

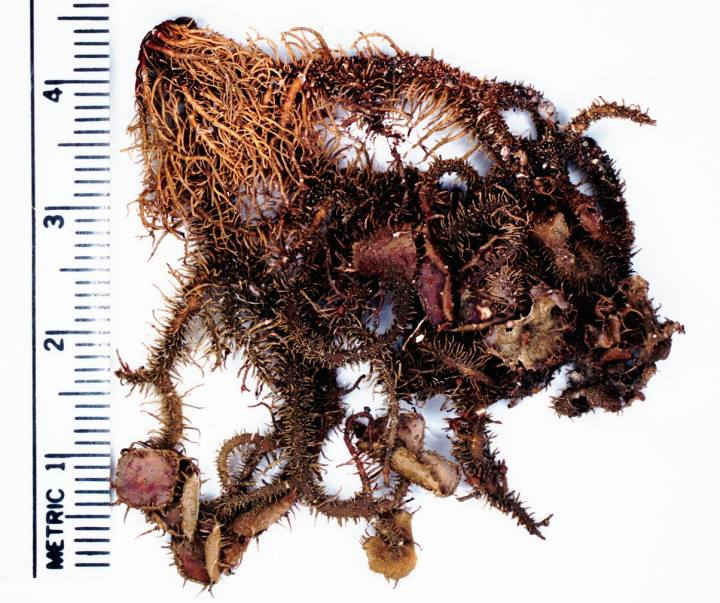
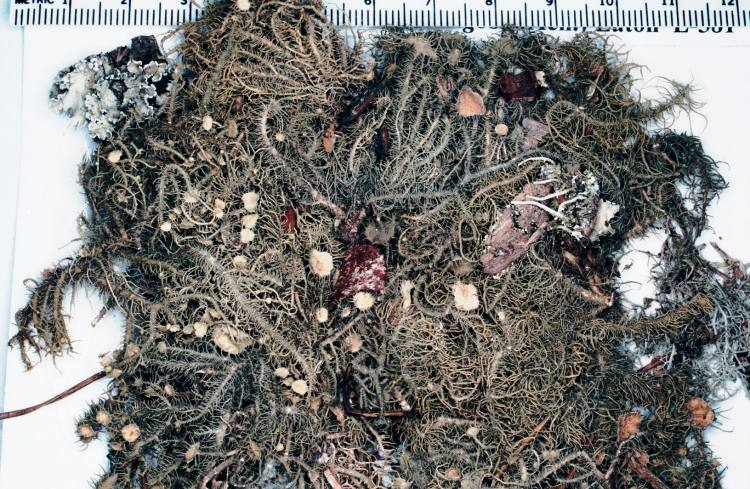
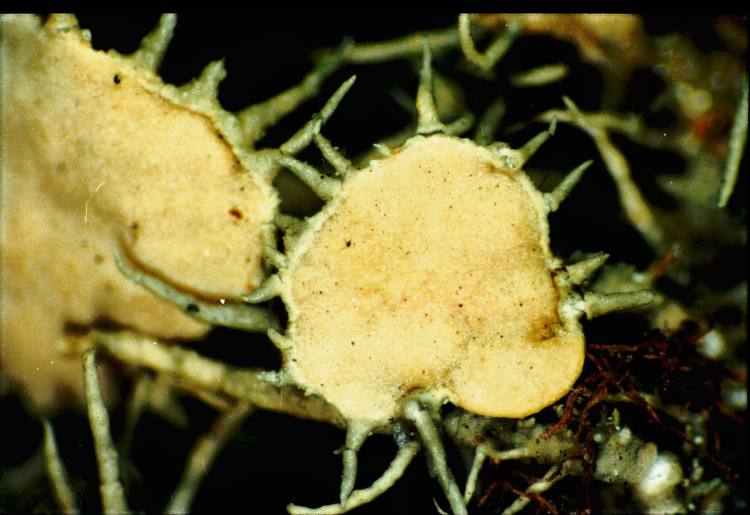
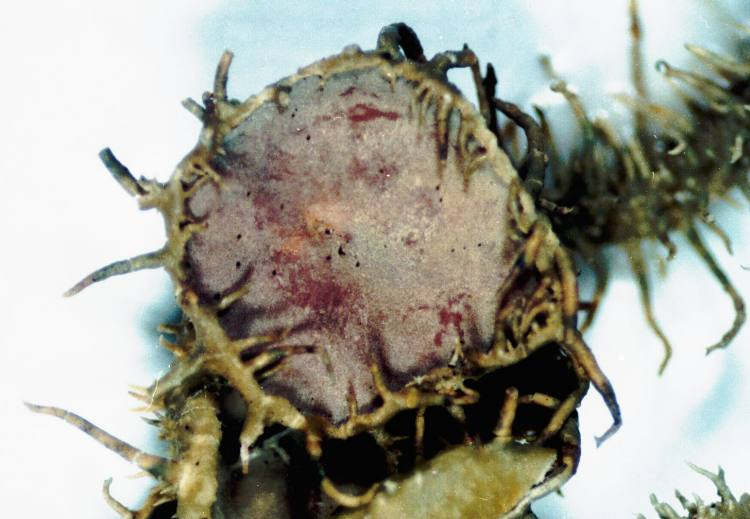
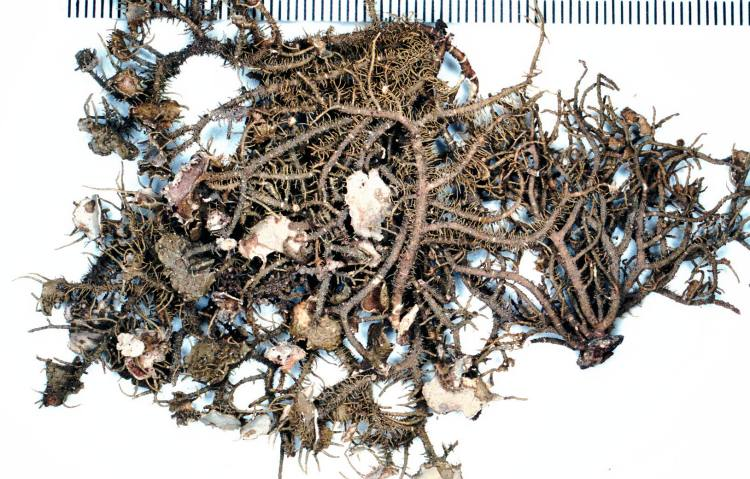